# Държавно предприятие
Държавна компания е юридическо лице което извършва предприемачество от името на държавата, която е негов собственик. Юридическата форма на компанията може да варира и тя да бъде част от правителството или държавата да участва в него като редовен акционер. Основната разлика между държавните компании и недържавните е, че първите имат специфична правна форма и се основават с точно определена цел, която може да бъде свързана с държавните публични политики (например държавна железопътна компания, която да направи железопътния транспорт по-достъпен). Затова тя се отличава от правителствените агенции или други държавни институции, които имат нефинансови цели.
Държавните компании и корпорации се свързват често със сектори с естествен монопол като комуналните услуги или сектори, свързани със скъпа инфраструктура като железопътния транспорт и телекомуникациите, производство на стоки и услуги със стратегическо значение (пощи, оръжие), добиване на природни ресурси и енергия, политически чувствителни сектори, радиоразпространение, банкиране, здравеопазване.

## Икономически сектори
Държавните предприятия често оперират в сектори, в които има естествени монополи или правителствата имат стратегически интереси. Държавната собственост върху индустриални корпорациите се среща често.
Национализацията също насилствено преобразува дадена частна корпорация в държавно предприятие.
В повечето държави членки на ОПЕК, правителствата притежават петролните компании, опериращи върху техните земи. По-значими примери в това отношение са Националната петролна компания и Saudi Aramco на Саудитска Арабия, последната от които саудитското правителство купува през 1988 и променя нейното име от Arabian American Oil Company на Saudi Arabian Oil Company (Saudi Aramco).

## Държавни компании в Европа

### Австрия
- ORF

### Белгия
- Летище Шарлероа

### Основни държавни компании в България
- Държавна консолидационна компания
- Български енергиен холдинг
- Български държавни железници
- Национална компания „Железопътна инфраструктура“
- Български пощи
- Летище София

## България
Според българското законодателство държавната компания представлява еднолично търговско дружество (ЕТД) с държавно имущество. По време на социализма производствата, които са притежание на държавата (тоест всички производства) са наричани държавни предприятия.
В Република България Еднолично търговско дружество (ЕТД) с държавно участие може да бъде само еднолично акционерно дружество (ЕАД) и еднолично дружество с ограничена отговорност (ЕООД). Командитно дружество, командитно дружество с акции и събирателно дружество не могат да бъдат еднолични. На основание специален закон могат да се създадат държавни предприятия, които са юридически лица, но не са търговци. Типичното за тях е че те не могат да се обявяват в несъстоятелност. Типичен пример за такова дружество е БДЖ. ЕТД с държавно имущество се образува по два начина:
- чрез създаването на един нов стопански субект
- чрез преобразуването на държавно предприятие (в тесен смисъл – то не е нито юридическо лице, нито търговец) в ЕТД на основание административен акт. Това е основния подход при приватизацията. По този начин се открива възможността акции/дялове да се придобият от субекти на частното право и ЕАД и ЕООД да се превърнат в обикновени АД и ООД, като държавата става един от акционерите съответно – съдружниците.

ЕТД с държавно имущество се създава по разпоредително-нормативната система т.е. по силата на административен акт – разпореждане, ако се създава от Министерски съвет и заповед – от министър. Административният акт има гражданско правни последици, защото е насочен към създаването на юридическо лице – субект на гражданското право, а не на публичното. Следващата стъпка е неговата регистрация в Търговски регистър.
ЕАД или ЕООД с държавно имущество нямат общо събрание. Правомощията на общото събрание се упражняват от едноличния собственик на капитала – Министерски съвет или съответния министър. Особеното е, че правомощията на едноличния титуляр на капитала са по-широки от тези на обикновеното общо събрание. Те са разширени за сметка на правомощията на управителните органи – съвет на директорите, управителен съвет (за ЕАД) или управител (за ЕООД). При упражняването на правата на едноличен собственик на капитала се издават същите актове както при неговото учредяване – разпореждания (за Министерски съвет) или заповеди (за министър). Но макар и да се наричат „административни актове“ те са такива само по наименование, не и по смисъл, защото пораждат само гражданско-правни последици – т.е. те са сделки.
При ЕАД с държавно имущество с учредителния акт се приема устав, определя се системата на управление (едно- или двустепенна) и назначава първия надзорен съвет или съвет на директорите, като се посочва техния мандат. При едностепенната система на управление между едноличния собственик на капитала и членовете на съвета на директорите се сключва договор за управление. При двустепенната договор за управление се сключва между титуляра накапитала и надзорния съвет, а последния от своя страна назначава членовете на управителния съвет и сключва с тях договор за управление. Не всички лица могат да бъдат членове на управителните органи на ЕООД и ЕАД – като например кметове, областни управители и др.
При ЕООД оперативното управление се осъществява от управители и контрольори. Особеното тук е, че те могат да бъдат не само физически, но и юридически лица (при обикновеното ООД това е недопустимо). И тук има забрана за определени лица бъдат управители и контрольори – кметове, областни управители, лица, развиващи дейност сходна с тази на ЕООД-то и др. Между титуляра на капитала и управителите (съответно контрольорите) се сключва договор за управление и договор за контрол, като те съвместяват в себе си елементи на договорите за изработка и поръчка, както и на трудов договор – дейността им по управление и контрол се счита за трудов стаж, плащат им се осигуровки и обезщетения при уволнение и др. Тези договори не могат да се сключват за срок, по-дълъг от 3 години. Съдържанието им се определя от бизнесзадачата, поставена пред предприятието – поддържане на брой работни места, разработването на нови пазари, обем на производство и др.
През 2011 г. към Министерство на земеделието и храните са създадени:
- Югозападно държавно предприятие – гр. Благоевград[4]
- Северноцентрално държавно предприятие – гр. Габрово[5]
- Южноцентрално държавно предприятие – гр. Смолян[6]
- Североизточно държавно предприятие – гр. Шумен[7]